# Boiling Point: Road to Hell
Boiling Point: Road to Hell (Xenus: Точка кипения) est un jeu vidéo de tir à la première personne développé par Deep Shadows et édité par Atari SA, sorti en 2005 sur Windows.
Il a pour suite White Gold: War in Paradise.

## Accueil
- Jeuxvideo.com : 10/20[1]